# Obsesja zazdrości
Obsesja zazdrości (ang. No Good Deed) – amerykański thriller z 2014 roku w reżyserii Sama Millera, wyprodukowany przez wytwórnię Screen Gems. Główne role w filmie zagrali Idris Elba i Taraji P. Henson.

## Fabuła
Przestępca Colin Evans (Idris Elba) zostaje skazany za zabójstwo klienta baru, który spojrzał na jego partnerkę. Jest też podejrzanym w sprawie zaginięcia kilku kobiet. Po pięciu latach spędzonych za kratkami więzień wnioskuje o przedterminowe zwolnienie i stara się udowodnić, że życie w zakładzie karnym go odmieniło i żałuje swojego czynu. Doktor Ross bierze udział w przesłuchaniu. Nie daje się oszukać i prośba Evansa zostaje odrzucona. Wtedy jednak skazaniec z powodzeniem wciela w życie plan ucieczki z więziennego transportu. Udaje się do Atlanty, w której może przebywać jego była ukochana.
Wkrótce staje na progu domu Terri (Taraji P. Henson), która mieszka wraz z mężem i dwojgiem dzieci na przedmieściach miasta. Twierdzi, że ma problemy z samochodem i chciałby jedynie zadzwonić. Kobieta nie zdaje sobie sprawy, że nieznajomy jest niebezpiecznym zbiegiem. Oferuje mu pomoc. Zbyt późno uświadamia sobie swój błąd. Czarujący z pozoru mężczyzna szybko ujawnia swoje mroczne oblicze. Bierze ją i jej dzieci na zakładników, zmuszając ich do podjęcia dramatycznej walki o przetrwanie.

## Obsada
- Idris Elba jako Colin Evans
- Taraji P. Henson jako Terri Granger
- Leslie Bibb jako Meg
- Kate del Castillo jako Alexis
- Henry Simmons jako Jeffrey Granger
- Mark Smith jako EMT
- Wilbur Fitzgerald jako doktor Ross
- Mirage Moonschein jako Ryan Granger

## Odbiór

### Krytyka
Film Obsesja zazdrości spotkał się z negatywną reakcją krytyków. W serwisie Rotten Tomatoes 11% z pięćdziesięciu sześciu recenzji filmu jest pozytywne (średnia ocen wyniosła 3,11 na 10). Na portalu Metacritic średnia ocen z 17 recenzji wyniosła 26 punktów na 100.